# Аеромеханіка
Аеромеха́ніка (рос. аэромеханика, англ. aeromechanics, нім. Aeromechanik, Mechanik der Gase) — розділ механіки рідин та газів, що займається рівновагою і рухом газів та явищами, повязаними із твердими тілами, що знаходяться у них. Аеромеханіка розглядає питання, пов'язані з літальними апаратами, вітровими двигунами, вентиляторами, ежекторами, з аеродинамічними силами дії на споруди, транспорт і т. д. На аеромеханіці ґрунтується теорія польоту кожного виду літального апарата. Зокрема, в її рамках розробляються експериментальні та теоретичні методи розрахунку аеродинамічних сил і моментів, що діють на літальний апарат.

Поділяється на аеростатику і аеродинаміку.